# Bataille de Manzikert (1915)

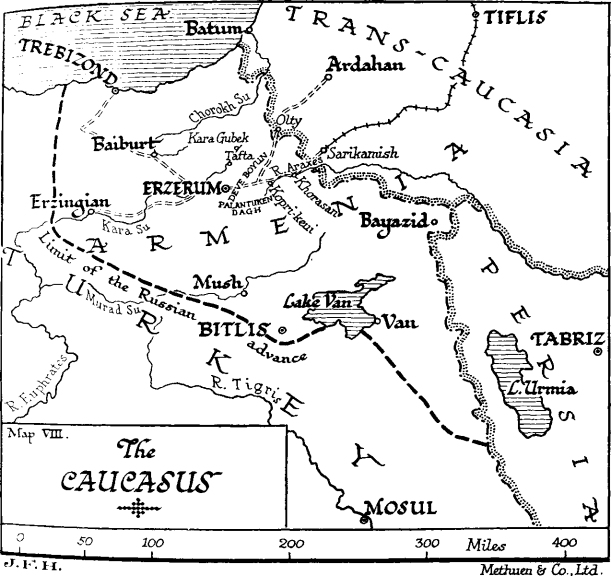
Le front Russe(1916) dans le Caucase.

La bataille de Manzikert, ou bataille de Malazgirt (en russe : Битва при Манцикерте, Vytva pri Mantsikerte ; en turc : Malazgirt Muharebesi) est une bataille de la campagne du Caucase de la Première Guerre mondiale qui s'est déroulée du 10 au 26 juillet 1915.
Bien que les pertes aient été lourdes des deux côtés, les Russes se sont retirés au nord et les Turcs ont repris Malazgirt puis ils ont avancé vers Karakilise, où ils ont été défaits les 5 et 8 août à la bataille de Kara Killisse.